# Darkest White
Albums de Tristania
Rubicon
(2010)
Darkest White est le septième album studio du groupe de metal gothique norvégien Tristania, sorti le 31 mai 2013 par Napalm Records.

## Fiche technique

### Liste des morceaux
| No  | Titre          | Durée |
| --- | -------------- | ----- |
| 1.  | Number         | 4:45  |
| 2.  | Darkest White  | 3:25  |
| 3.  | Himmelfall     | 5:47  |
| 4.  | Requiem        | 5:29  |
| 5.  | Diagnosis      | 5:02  |
| 6.  | Scarling       | 5:18  |
| 7.  | Night on Earth | 3:36  |
| 8.  | Cathedral      | 3:31  |
| 9.  | Lavender       | 5:11  |
| 10. | Cypher         | 5:43  |
| 11. | Arteries       | 4:11  |

### Interprètes
- Mariangela Demurtas - chant
- Kjetil Nordhus - chant
- Anders Høyvik Hidle - guitare, chant harsh
- Gyri Smørdal Losnegaard - guitare
- Ole Vistnes - basse, chœurs
- Einar Moen - synthétiseur
- Tarald Lie Jr. - batterie